# Impresija (psihologija)
Impresija, tj. utisak se formira na osnovi manje ili više spontanog i nesvjesnog zapažanja fizičkog izgleda, izraza lica, glasa, gesta, postupaka ili drugih informacija o osobi. Na temelju ralativno malog broja nepotpunih, pojedinačnih i nepovezanih podataka stvara se cjelovit i usklađen dojam.
Takav prvi dojam selektivno djeluje ne nove informacije.